# Paul Fix
Paul Fix, nato Peter Paul Fix (Dobbs Ferry, 13 marzo 1901 – Los Angeles, 14 ottobre 1983), è stato un attore statunitense.
Ha recitato in oltre 230 film dal 1925 al 1979 ed è apparso in oltre cento produzioni televisive dal 1950 al 1981. È stato accreditato anche con i nomi Paul P. Fix e Peter Fix.

## Biografia
Peter Paul Fix nacque a Dobbs Ferry, New York, il 13 marzo 1901. Sua madre e suo padre, proprietario di fabbrica di birra, erano immigrati tedeschi che avevano lasciato la loro casa nella zona della Foresta Nera ed erano arrivati a New York City nel 1870. Veterano della Marina degli Stati Uniti durante la prima guerra mondiale, nel 1920 si trasferì a Hollywood, in California, e cominciò a lavorare in maniera regolare per molte produzioni cinematografiche fin fin dall'epoca del muto. Negli anni 30 strinse amicizia con John Wayne e apparve come personaggio secondario o guest star in ventisette film con Wayne. Lavorò in maniera regolare anche con il regista Frank Borzage, partecipando ad otto delle sue produzioni cinematografiche.
Attore caratterista molto prolifico, partecipò a centinaia tra produzioni televisive e film per il cinema. Per la televisione, interpretò, tra gli altri, il ruolo del procuratore Hale in 5 episodi della serie televisiva Perry Mason dal 1957 al 1963 e del marshal Micah Torrance in 150 episodi della serie The Rifleman dal 1958 al 1963, e collezionò numerose altre presenze come guest star o come personaggio secondario in molti episodi di serie televisive (tra le quali molte delle serie western del periodo) dagli anni 50 ai primi anni 80. Per il cinema, continuò ad essere interprete, come caratterista, di molti film western degli anni 50 e 60.
La sua ultima apparizione sul piccolo schermo avvenne nell'episodio For Want of a Horse della serie televisiva Quincy, andato in onda il 9 dicembre 1981, che lo vide nel ruolo di Jason Randall, mentre per il grande schermo l'ultima interpretazione risale alla commedia western Wanda Nevada del 1979 in cui interpretò Texas Curly.
Si sposò due volte: prima dal 1922 al 1945 con Frances Harvey, da cui ebbe una figlia, Marilyn, e nel 1949 con l'attrice Beverly Pratt fino alla morte di lei, avvenuta nel 1979.
Morì per un'insufficienza renale a Los Angeles, in California, il 14 ottobre 1983, a 82 anni, e fu seppellito al Woodlawn Cemetery di Santa Monica.

## Filmografia

### Attore

#### Cinema
- The Perfect Clown, regia di Fred C. Newmeyer (1925)
- Hoodoo Ranch, regia di William Bertram (1926)
- The First Kiss, regia di Rowland V. Lee (1928)
- La stella della fortuna (Lucky Star), regia di Frank Borzage (1929)
- Ladies Love Brutes, regia di Rowland V. Lee (1930)
- Hungarian Rhapsody, regia di Eugene Forde – cortometraggio (1930)
- Il tormento di un uomo (Man Trouble), regia di Berthold Viertel (1930)
- The Avenger, regia di Roy William Neill (1931)
- Fiamme di gelosia (Doctors' Wives), regia di Frank Borzage (1931)
- Three Girls Lost, regia di Sidney Lanfield (1931)
- The Fighting Sheriff, regia di Louis King (1931)
- La peccatrice (The Good Bad Girl), regia di Roy William Neill (1931)
- Young as You Feel, regia di Frank Borzage (1931)
- Bad Girl, regia di Frank Borzage (1931)
- Sob Sister, regia di Alfred Santell (1931)
- Neonati prodigio (Free Eats), regia di Ray McCarey – cortometraggio (1932)
- I violenti del Nevada (South of the Rio Grande), regia di Lambert Hillyer (1932)
- Dancers in the Dark, regia di David Burton (1932)
- Scarface - Lo sfregiato (Scarface), regia di Howard Hawks e Richard Rosson (1932)
- L'ora tragica (The Last Mile), regia di Samuel Bischoff (1932)
- La donna proibita (Back Street), regia di John M. Stahl (1932)
- L'angelo della vita (Life Begins), regia di James Flood, Elliott Nugent (1932)
- The Night of June 13th, regia di Stephen Roberts (1932)
- The Racing Strain, regia di Jerome Storm (1932)
- Gun Law, regia di Lewis D. Collins (1933)
- The Woman Who Dared, regia di Millard Webb (1933)
- Zani (Zoo in Budapest), regia di Rowland V. Lee (1933)
- Troppa armonia (Emergency Call), regia di Edward L. Cahn (1933)
- Somewhere in Sonora, regia di Mack V. Wright (1933)
- La sfinge (The Sphinx), regia di Phil Rosen (1933)
- The Important Witness, regia di Sam Newfield (1933)
- The Avenger, regia di Edwin L. Marin (1933)
- The Devil's Mate, regia di Phil Rosen (1933)
- The Mad Game, regia di Irving Cummings (1933)
- Fargo Express, regia di Alan James (1933)
- The Crosby Case, regia di Edwin L. Marin (1934)
- E adesso pover'uomo? (Little Man, What Now?), regia di Frank Borzage (1934)
- Il conte di Montecristo (The Count of Monte Cristo), regia di Rowland V. Lee (1934)
- Rocky Rhodes, regia di Alfred Raboch (1934)
- The World Accuses, regia di Charles Lamont (1934)
- The Westerner, regia di David Selman (1934)
- Mutiny Ahead, regia di Thomas Atkins (1935)
- The Crimson Trail, regia di Alfred Raboch (1935)
- Tentazione bionda (Reckless), regia di Victor Fleming (1935)
- Un sentiero nel deserto (The Desert Trail), regia di Lewis D. Collins (1935)
- Facce false (Let 'em Have It), regia di Sam Wood (1935)
- Men Without Names, regia di Ralph Murphy (1935)
- Don't Bet on Blondes, regia di Robert Florey (1935)
- His Fighting Blood, regia di John English (1935)
- The Throwback, regia di Ray Taylor (1935)
- Valley of Wanted Men, regia di Alan James (1935)
- Sotto il segno di El Toro (The Eagle's Brood), regia di Howard Bretherton (1935)
- Nevada (Bar 20 Rides Again), regia di Howard Bretherton (1935)
- Miss Pacific Fleet, regia di Ray Enright (1935)
- Millions in the Air, regia di Ray McCarey (1935)
- Bulldog Courage, regia di Sam Newfield (1935)
- Il prigioniero dell'isola degli squali (The Prisoner of Shark Island), regia di John Ford (1936)
- The Bridge of Sighs, regia di Phil Rosen (1936)
- Il fantino di Kent (The Ex-Mrs. Bradford), regia di Stephen Roberts (1936)
- Navy Born, regia di Nate Watt (1936)
- Le vie della gloria (The Road to Glory), regia di Howard Hawks (1936)
- 36 Hours to Kill, regia di Eugene Forde (1936)
- La freccia avvelenata (Charlie Chan at the Race Track), regia di H. Bruce Humberstone (1936)
- Straight from the Shoulder, regia di Stuart Heisler (1936)
- Yellowstone, regia di Arthur Lubin (1936)
- Phantom Patrol, regia di Charles Hutchison (1936)
- Due nella folla (Two in a Crowd), regia di Alfred E. Green (1936)
- L'ultima partita (Fifteen Maiden Lane), regia di Allan Dwan (1936)
- The Accusing Finger, regia di James Hogan (1936)
- Wanted! Jane Turner, regia di Edward Killy (1936)
- Sotto i ponti di New York (Winterset), regia di Alfred Santell (1936)
- Il signore e la signora Sherlock Holmes (The Plot Thickens), regia di Ben Holmes (1936)
- Dopo l'uomo ombra (After the Thin Man), regia di W. S. Van Dyke (1936)
- Woman in Distress, regia di Lynn Shores (1937)
- Her Husband Lies, regia di Edward Ludwig (1937)
- King of Gamblers, regia di Robert Florey (1937)
- Armored Car, regia di Lewis R. Foster (1937)
- Border Cafe, regia di Lew Landers (1937)
- It Can't Last Forever, regia di Hamilton MacFadden (1937)
- Anime sul mare (Souls at Sea), regia di Henry Hathaway (1937)
- On Such a Night, regia di Ewald André Dupont (1937)
- La grande città (Big City), regia di Frank Borzage (1937)
- The Game That Kills, regia di D. Ross Lederman (1937)
- Acqua calda (Hot Water), regia di Charley Rogers (1937)
- Maria Walewska (Conquest), regia di Clarence Brown (1937)
- A mezzanotte... (Paid to Dance), regia di Charles C. Coleman Jr. (1937)
- La donna che voglio (Mannequin), regia di Frank Borzage (1937)
- La figlia di Shanghai (Daughter of Shanghai), regia di Robert Florey (1937)
- I filibustieri (The Buccaneer), regia di Cecil B. DeMille (1938)
- Penitenziario (Penitentiary), regia di John Brahm (1938)
- Walking Down Broadway, regia di Norman Foster (1938)
- When G-Men Step In, regia di Charles C. Coleman (1938)
- Mr. Moto gioca d'azzardo (Mr. Moto's Gamble), regia di James Tinling (1938)
- The Saint in New York, regia di Ben Holmes (1938)
- Crime Ring, regia di Leslie Goodwins (1938)
- The Crowd Roars, regia di Richard Thorpe (1938)
- Smashing the Rackets, regia di Lew Landers (1938)
- King of Alcatraz, regia di Robert Florey (1938)
- The Night Hawk, regia di Sidney Salkow (1938)
- Non uccidere (Crime Takes a Holiday), regia di Lewis D. Collins (1938)
- Tragica attesa (Secrets of a Nurse), regia di Arthur Lubin(1938)
- Disbarred, regia di Robert Florey (1939)
- Star Reporter, regia di Howard Bretherton (1939)
- Almost a Gentleman, regia di Leslie Goodwins (1939)
- Code of the Streets, regia di Harold Young (1939)
- Undercover Doctor, regia di Louis King (1939)
- The Girl and the Gambler, regia di Lew Landers (1939)
- Heritage of the Desert, regia di Lesley Selander (1939)
- News Is Made at Night, regia di Alfred L. Werker (1939)
- They All Come Out, regia di Jacques Tourneur (1939)
- Behind Prison Gates, regia di Charles Barton (1939)
- Mutiny on the Blackhawk, regia di Christy Cabanne (1939)
- Those High Grey Walls, regia di Charles Vidor (1939)
- Heroes in Blue, regia di William Watson (1939)
- Two Thoroughbreds, regia di Jack Hively (1939)
- Black Friday, regia di Arthur Lubin (1940)
- L'isola del diavolo (Strange Cargo), regia di Frank Borzage (1940)
- Outside the Three-Mile Limit, regia di Lewis D. Collins (1940)
- Carovana d'eroi (Virginia City), regia di Michael Curtiz (1940)
- Dr. Cyclops, regia di Ernst B. Shoedsack (1940)
- The Crooked Road, regia di Phil Rosen (1940)
- La donna e lo spettro (The Ghost Breakers), regia di George Marshall (1940)
- Queen of the Mob, regia di James P. Hogan (1940)
- Black Diamonds, regia di Christy Cabanne (1940)
- Triple Justice, regia di David Howard (1940)
- Glamour for Sale, regia di D. Ross Lederman (1940)
- La valle dei forti (Trail of the Vigilantes), regia di Allan Dwan (1940)
- The Fargo Kid, regia di Edward Killy (1940)
- The Great Plane Robbery, regia di Lewis D. Collins (1940)
- Una donna è scomparsa (Roar of the Press), regia di Phil Rosen (1941)
- Citadel of Crime, regia di George Sherman (1941)
- L'inafferrabile spettro (Hold That Ghost), regia di Arthur Lubin (1941)
- Quella notte con te (Unfinished Business), regia di Gregory La Cava (1941)
- Mob Town, regia di William Nigh (1941)
- Down Mexico Way, regia di Joseph Santley (1941)
- Public Enemies, regia di Albert S. Rogell (1941)
- A Missouri Outlaw, regia di George Sherman (1941)
- Jail House Blues, regia di Albert S. Rogell (1942)
- South of Santa Fe, regia di Joseph Kane (1942)
- Sleepytime Gal, regia di Albert S. Rogell (1942)
- Dudes Are Pretty People, regia di Hal Roach Jr. (1942)
- Alias Boston Blackie, regia di Lew Landers (1942)
- Delitto al microscopio (Kid Glove Killer), regia di Fred Zinnemann (1942)
- Escape from Crime, regia di D. Ross Lederman (1942)
- Highways by Night, regia di Peter Godfrey (1942)
- Youth on Parade, regia di Albert S. Rogell (1942)
- Hitler--Dead or Alive, regia di Nick Grinde (1942)
- That Other Woman, regia di Ray McCarey (1942)
- Dr. Gillespie's New Assistant, regia di Willis Goldbeck (1942)
- La febbre dell'oro nero (Pittsburgh), regia di Lewis Seiler (1942)
- Mug Town, regia di Ray Taylor (1942)
- Sherlock Holmes e l'arma segreta (Sherlock Holmes and the Secret Weapon), regia di Roy William Neill (1942)
- 19º stormo bombardieri (Bombardier), regia di Richard wallace e Lambert Hillyer (1943)
- Captive Wild Woman, regia di Edward Dmytryk (1943)
- Petticoat Larceny, regia di Ben Holmes (1943)
- The Unknown Guest, regia di Kurt Neumann (1943)
- Terra nera (In Old Oklahoma), regia di Albert S. Rogell (1943)
- I conquistatori dei sette mari (The Fighting Seabees), regia di Edward Ludwig (1944)
- Romanzo nel West (Tall in the Saddle), regia di Edwin L. Marin (1944)
- Grissly's Millions, regia di John English (1945)
- Fiamme a San Francisco (Flame of Barbary Coast), regia di Joseph Kane (1945)
- Gli eroi del Pacifico (Back to Bataan), regia di Edward Dmytryk (1945)
- Il cavaliere audace (Dakota), regia di Joseph Kane (1945)
- L'ultima conquista (Angel and the Badman), regia di James Edward Grant (1947)
- La grande conquista (Tycoon), regia di Richard Wallace (1947)
- Il fiume rosso (Red River), regia di Howard Hawks (1948)
- Angelo in esilio (Angel in Exile), regia di Allan Dwan e Philip Ford (1948)
- I rapinatori (The Plunderers), regia di Joseph Kane (1948)
- Le forze del male (Force of Evil), regia di Abraham Polonsky (1948)
- La strega rossa (Wake of the Red Witch), regia di Edward Ludwig (1948)
- Inferno di fuoco (Hellfire), regia di R.G. Springsteen (1949)
- Il ritorno del kentuckiano (The Fighting Kentuckian), regia di George Waggner (1949)
- I cavalieri del Nord Ovest (She Wore a Yellow Ribbon), regia di John Ford (1949)
- L'inafferrabile (Fighting Man of the Plains), regia di Edwin L. Marin (1949)
- Il diavolo nella carne (Surrender), regia di Allan Dwan (1950)
- Il sentiero degli Apaches (California Passage), regia di Joseph Kane (1950)
- Uniti nella vendetta (The Great Missouri Raid), regia di Gordon Douglas (1951)
- L'amante del torero (Bullfighter and the Lady), regia di Budd Boetticher (1951)
- Sentiero di guerra (Warpath), regia di Byron Haskin (1951)
- La grande avventura del generale Palmer (Denver and Rio Grande), regia di Byron Haskin (1952)
- Uomini alla ventura (What Price Glory), regia di John Ford (1952)
- Marijuana (Big Jim McLain), regia di Edward Ludwig (1952)
- La valle dei bruti (Ride the Man Down), regia di Joseph Kane (1952)
- Star of Texas, regia di Thomas Carr (1953)
- Il ribelle di Giava (Fair Wind to Java), regia di Joseph Kane (1953)
- L'inferno di Yuma (Devil's Canyon), regia di Alfred L. Werker (1953)
- L'isola nel cielo (Island in the Sky), regia di William A. Wellman (1953)
- Hondo, regia di John Farrow (1953)
- Johnny Guitar, regia di Nicholas Ray (1954)
- Prigionieri del cielo (The High and the Mighty), regia di William A. Wellman (1954)
- Top of the World, regia di Lewis R. Foster (1955)
- Gli amanti dei cinque mari (The Sea Chase), regia di John Farrow (1955)
- Oceano rosso (Blood Alley), regia di William A. Wellman (1955)
- Esecuzione al tramonto (Star in the Dust), regia di Charles F. Haas (1956)
- Santiago, regia di Gordon Douglas (1956)
- Il giglio nero (The Bad Seed), regia di Mervyn LeRoy (1956)
- Soli nell'infinito (Toward the Unknown), regia di Mervyn LeRoy (1956)
- Il gigante (Giant), regia di George Stevens (1956)
- La camera blindata (Man in the Vault), regia di Andrew V. McLaglen (1956)
- Ostaggi dei banditi (Stagecoach to Fury), regia di William F. Claxton (1956)
- Passaggio di notte (Night Passage), regia di James Neilson (1957)
- La tragedia del Rio Grande (Man in the Shadow), regia di Jack Arnold (1957)
- Il pilota razzo e la bella siberiana (Jet Pilot), regia di Josef von Sternberg (1957)
- La curva del diavolo (The Devil's Hairpin), regia di Cornel Wilde (1957)
- The Notorious Mr. Monks, regia di Joseph Kane (1958)
- La squadriglia Lafayette (Lafayette Escadrille), regia di William A. Wellman (1958)
- La banda di Las Vegas (Guns, Girls, and Gangsters), regia di Edward L. Cahn (1959)
- Il buio oltre la siepe (To Kill a Mockingbird), regia di Robert Mulligan (1962)
- Ad ovest del Montana (Mail Order Bride), regia di Burt Kennedy (1964)
- L'oltraggio (The Outrage), regia di Martin Ritt (1964)
- L'ultimo tentativo (Baby the Rain Must Fall), regia di Robert Mulligan (1965)
- Shenandoah - La valle dell'onore (Shenandoah), regia di Andrew V. McLaglen (1965)
- I 4 figli di Katie Elder (The Sons of Katie Elder), regia di Henry Hathaway (1965)
- El Tigre (Ride Beyond Vengeance), regia di Bernard McEveety (1966)
- Massacro a Phantom Hill (Incident at Phantom Hill), regia di Earl Bellamy (1966)
- Nevada Smith, regia di Henry Hathaway (1966)
- An Eye for an Eye, regia di Michael D. Moore (1966)
- El Dorado, regia di Howard Hawks (1966)
- La donna del West (The Ballad of Josie), regia di Andrew V. McLaglen (1967)
- Tempo di terrore (Welcome to Hard Times), regia di Burt Kennedy (1967)
- L'ultimo colpo in canna (Day of the Evil Gun), regia di Jerry Thorpe (1968)
- I due invincibili (The Undefeated), regia di Andrew V. McLaglen (1969)
- Appuntamento per una vendetta (Young Billy Young), regia di Burt Kennedy (1969)
- Zabriskie Point, regia di Michelangelo Antonioni (1970)
- Dingus, quello sporco individuo (Dirty Dingus Magee), regia di Burt Kennedy (1970)
- Il solitario di Rio Grande (Shoot Out), regia di Henry Hathaway (1971)
- Ti combino qualcosa di grosso (Something Big), regia di Andrew V. McLaglen (1971)
- La notte della lunga paura (Night of the Lepus), regia di William F. Claxton (1972)
- Pat Garrett e Billy the Kid (Pat Garrett & Billy the Kid), regia di Sam Peckinpah (1973)
- La stella di latta (Cahill U.S. Marshal), regia di Andrew V. McLaglen (1973)
- Aquila grigia il grande capo dei Cheyenne (Grayeagle), regia di Charles B. Pierce (1977)
- Wanda Nevada, regia di Peter Fonda (1979)

#### Televisione
- Il cavaliere solitario (The Lone Ranger) – serie TV, episodio 2x01 (1950)
- Squadra mobile (Racket Squad) – serie TV, episodio 2x47 (1952)
- Adventures of Superman – serie TV, 2 episodi (1953-1954)
- Gianni e Pinotto (The Abbott and Costello Show) – serie TV, episodio 2x07 (1953)
- Fireside Theatre – serie TV, un episodio (1954)
- The Adventures of Falcon – serie TV, 2 episodi (1954)
- The Ford Television Theatre – serie TV, 2 episodi (1955)
- Gunsmoke – serie TV, 6 episodi (1956-1967)
- Schlitz Playhouse of Stars – serie TV, un episodio (1956)
- Tales of Wells Fargo – serie TV, 2 episodi (1957-1958)
- Perry Mason – serie TV, 5 episodi (1957)-1963)
- Cavalcade of America – serie TV, un episodio (1957)
- Playhouse 90 – serie TV, un episodio (1957)
- Wire Service – serie TV, episodio 1x31 (1957)
- The Restless Gun – serie TV, episodio 1x07 (1957)
- Meet McGraw – serie TV, un episodio (1957)
- The Court of Last Resort – serie TV, episodio 1x12 (1957)
- I racconti del West (Zane Grey Theater) – serie TV, 2 episodi (1958-1960)
- The Rifleman – serie TV, 150 episodi (1958-1963)
- Carovane verso il west (Wagon Train) – serie TV, 3 episodi (1958-1964)
- Colt.45 – serie TV, un episodio (1958)
- Sugarfoot – serie TV, episodio 1x15 (1958)
- Broken Arrow – serie TV, un episodio (1958)
- The Texan – serie TV, episodio 1x07 (1958)
- Bronco – serie TV, episodio 1x05 (1958)
- Northwest Passage – serie TV, un episodio (1958)
- Lassie – serie TV, 2 episodi (1959-1965)
- Lawman – serie TV, un episodio (1959)
- Gli uomini della prateria (Rawhide) – serie TV, episodio 2x05 (1959)
- Lo sceriffo indiano (Law of the Plainsman) – serie TV, episodio 1x13 (1959)
- This Man Dawson – serie TV, episodio 1x24 (1960)
- Avventure lungo il fiume (Riverboat) – serie TV, un episodio (1960)
- The Best of the Post – serie TV, episodio 1x13 (1961)
- June Allyson Show (The DuPont Show with June Allyson) – serie TV, episodio 2x23 (1961)
- Ispettore Dante (Dante) – serie TV, episodio 1x26 (1961)
- Laramie – serie TV, un episodio (1961)
- Shannon – serie TV, un episodio (1961)
- Ripcord – serie TV, episodio 2x16 (1963)
- Have Gun - Will Travel – serie TV, episodio 6x22 (1963)
- Sam Benedict – serie TV, un episodio (1963)
- Il virginiano (The Virginian) – serie TV, 3 episodi (1964-1970)
- The Travels of Jaimie McPheeters – serie TV, episodio 1x22 (1964)
- Ai confini della realtà (The Twilight Zone) – serie TV, episodio 5x26 (1964)
- Il ragazzo di Hong Kong (Kentucky Jones) – serie TV, episodio 1x03 (1964)
- Slattery's People – serie TV, episodio 1x05 (1964)
- Polvere di stelle (Bob Hope Presents the Chrysler Theatre) – serie TV, un episodio (1964)
- Il fuggiasco (The Fugitive) – serie TV, un episodio (1964)
- La grande vallata (The Big Valley) – serie TV, 3 episodi (1965-1969)
- Death Valley Days – serie TV, 3 episodi (1965-1969)
- F.B.I. (The F.B.I.) – serie TV, 4 episodi (1965-1973)
- L'amico Gipsy (The Littlest Hobo) – serie TV, un episodio (1965)
- Profiles in Courage – serie TV, un episodio (1965)
- I giorni di Bryan (Run for Your Life) – serie TV, episodio 1x09 (1965)
- Selvaggio west (The Wild Wild West) – serie TV, 2 episodi (1966-1967)
- Daniel Boone – serie TV, 2 episodi (1966)-1969)
- The Farmer's Daughter – serie TV, un episodio (1966)
- A Man Called Shenandoah – serie TV, episodio 1x25 (1966)
- Star Trek – serie TV, episodio 1x04 (1966)
- Kronos - Sfida al passato (The Time Tunnel) – serie TV, episodio 1x03 (1966)
- Viaggio in fondo al mare (Voyage to the Bottom of the Sea) – serie TV, un episodio (1966)
- Ai confini dell'Arizona (The High Chaparral) – serie TV, 2 episodi (1967-1968)
- Il grande teatro del west (The Guns of Will Sonnett) – serie TV, 2 episodi (1967-1968)
- Bonanza – serie TV, 2 episodi (1967-1971)
- Winchester 73 – film TV (1967)
- Al banco della difesa (Judd for the Defense) – serie TV, un episodio (1967)
- La terra dei giganti (Land of the Giants) – serie TV, 2 episodi (1968-1969)
- The Andy Griffith Show – serie TV, un episodio (1968)
- Disneyland – serie TV, 4 episodi (1969-1971)
- Sui sentieri del West (The Outcasts) – serie TV, episodio 1x17 (1969)
- Reporter alla ribalta (The Name of the Game) – serie TV, un episodio (1969)
- Arrivano le spose (Here Come the Brides) – serie TV, un episodio (1969)
- Secrets of the Pirates' Inn – film TV (1969)
- Tre nipoti e un maggiordomo (Family Affair) – serie TV, episodio 4x15 (1970)
- House on Greenapple Road – film TV (1970)
- Giovani avvocati (The Young Lawyers) – serie TV, episodio 1x10 (1970)
- Ironside – serie TV, un episodio (1970)
- Due onesti fuorilegge (Alias Smith and Jones) – serie TV, 3 episodi (1971-1973)
- Uomini di legge (Storefront Lawyers) – serie TV, un episodio (1971)
- Difesa a oltranza (Owen Marshall, Counselor at Law) – serie TV, un episodio (1971)
- Longstreet – serie TV, un episodio (1971)
- Mannix – serie TV, un episodio (1972)
- Set This Town on Fire – film TV (1973)
- The Doris Day Show – serie TV, un episodio (1973)
- L'uomo da sei milioni di dollari (The Six Million Dollar Man) – serie TV, un episodio (1974)
- Doc Elliot – serie TV, un episodio (1974)
- Una famiglia americana (The Waltons) – serie TV, un episodio (1974)
- Squadra emergenza (Emergency!) – serie TV, 2 episodi (1972-1975)
- Le strade di San Francisco (The Streets of San Francisco) – serie TV, episodi 2x13-3x20 (1973-1975)
- Lincoln – miniserie TV (1975)
- Barnaby Jones – serie TV, 3 episodi (1974-1975)
- Guilty or Innocent: The Sam Sheppard Murder Case – film TV (1975)
- Switch – serie TV, un episodio (1976)
- Ellery Queen – serie TV, episodio 1x17 (1976)
- The City – film TV (1977)
- Alla conquista del West (How the West Was Won) – miniserie TV (1977)
- Agenzia Rockford (The Rockford Files) – serie TV, un episodio (1978)
- Alla conquista del west (How the West Was Won) – miniserie TV (1978)
- Just Me and You – film TV (1978)
- Galactica (Battlestar Galactica) – serie TV, episodio 1x23 (1979)
- Appesi a un filo (Hanging by a Thread), regia di Georg Fenady – film TV (1979)
- The Rebels – serie TV (1979)
- Quincy (Quincy M.E.) – serie TV, episodio 7x06 (1981)

### Sceneggiatore
- Romanzo del West (Tall in the Saddle), regia di Edwin L. Marin (1944)
- Il circo delle meraviglie (Ring of Fear), regia di James Edward Grant (1954)
- The Notorious Mr. Monks, regia di Joseph Kane (1958)

## Doppiatori italiani
Nelle versioni in italiano delle opere in cui ha recitato, Paul Fix è stato doppiato da:
- Bruno Persa in I conquistatori dei sette mari, Romanzo del West, Esecuzione al tramonto, La tragedia del Rio Grande, Shenandoah - La valle dell'onore, I 4 figli di Katie Elder, Nevada Smith
- Lauro Gazzolo ne Il ribelle di Giava, Hondo, Il pilota razzo e la bella siberiana
- Giorgio Capecchi ne Le forze del male, Il buio oltre la siepe
- Augusto Marcacci ne Il giglio nero, Il gigante
- Stefano Sibaldi in Gli eroi del Pacifico
- Adolfo Geri in Dopo Waterloo
- Mario Corte in Gli amanti dei 5 mari
- Amilcare Pettinelli in Oceano rosso
- Luciano De Ambrosis in El Dorado
- Corrado Gaipa in La donna del West
- Alfredo Rizzo in L'ultimo colpo in canna
- Leonardo Severini in La notte della lunga paura
- Mario Milita in Ellery Queen
- Renato Mori in Le strade di San Francisco (2x13)
- Manlio Guardabassi in Le strade di San Francisco (3x20)